# Boomerang (personaggio)
Boomerang, il cui vero nome è Fred Myers, è un personaggio dei fumetti creato da Stan Lee (testi) e Jack Kirby (testi e disegni), pubblicato dalla Marvel Comics. La sua prima apparizione è in Tales to Astonish (Vol. 1) n. 81 (luglio 1966).

## Poteri e abilità
Fred Myers non ha superpoteri. Dispone però delle abilità di un perfetto ginnasta, ovvero agilità, destrezza e riflessi, unite a forza e velocità; da menzionare anche la grande resistenza, che ha imparato ad usare molto bene durante i suoi anni come giocatore di baseball. Egli inoltre riesce a lanciare piccoli oggetti (chiodi, punte, coltelli e altro.) con grandissima precisione, riuscendo a centrare quasi sempre il bersaglio. Egli, insieme a Bullseye, Occhio di Falco e Taskmaster, fa parte di quella schiera di personaggi che utilizzano i propri sensi sviluppati al massimo, nonostante non posseggano nessun tipo di superpotere.
Le armi più pericolose di cui dispone Boomerang è, da cui prende il nome, il suo arsenale di boomerang realizzati da Justin Hammer. Quest'ultimo ha migliorato e potenziato quest'arma nel corso degli anni, a tal punto da aver creato dei boomerang con varie caratteristiche: boomerang esplosivi, capaci di creare potenti esplosioni al minimo contatto; boomerang gas, che rilasciano nell'aria un potente gas che intossica l'avversario, e in ultimi, ma non meno importanti, dei boomerang con all'estremità delle affilate lame, che Hammer ha modificato a tal punto da renderle capaci di tagliare il ferro.
Boomerang indossa un vestito creato appositamente da Hammer, che gli consente inoltre di portare una gran quantità di armi con sé. Indossa inoltre degli stivali a reazione, che gli consentono di volare: questi sono azionati mentalmente dallo stesso Boomerang tramite dei circuiti che attraversano l'intero costume, fino a collegare gli stivali con il casco. Con essi Boomerang può raggiungere velocità elevate, riuscendo anche ad arrivare a 48 km orari. Gli stivali hanno anche una capacità offensiva, in quanto se utilizzati contro un nemico in un combattimento ravvicinato, grazie ai propulsori, possono incendiare istantaneamente il nemico, senza lasciargli scampo.
Oltre a queste armi, Boomerang è esperto in molte tecniche di combattimento, che lo rendono anche un temibile avversario negli scontri ravvicinati.

## Altre versioni
Boomerang è anche comparso in Ultimate Spider-Man dove fa la figura di un semplice criminale umiliato più volte dall'Uomo Ragno.

## Altri media

### Cinema
Boomerang compare in un cameo in Spider-Man: Across the Spider-Verse.

### Televisione
- Boomerang compare in The Marvel Super Heroes.
- Boomerang compare in un episodio de I Vendicatori, come membro dei Thunderbolts del Barone Zemo, in cui affronta Occhio di Falco.
- Boomerang compare in Ultimate Spider-Man.

### Videogiochi
Boomerang compare in:
- Ultimate Spider-Man
- Spider-Man: Shattered Dimensions
- Marvel: Avengers Alliance